# Michael Helber
Michael "Mike" Andrew Helber, född 23 juni 1970 i Ann Arbor, Michigan, är en amerikansk före detta professionell ishockeyspelare. Han draftades 1988 av Winnipeg Jets i den nionde rundan som 178:e spelare totalt. Efter sina collegestudier flyttade han till Linköping för att spela ishockey. Under sina tio år i Linköping HC var han med om resan från Division 2 till Elitserien och var under flera år lagkapten. Efter spelarkarriären var han mellan 2002 och 2014 klubbdirektör i Linköping och har sin matchtröja, nummer 16, upphängd i Saab Arena. 
Mellan 2015 och 2021 var Helber expert i C Mores sändningar från Hockeyallsvenskan.

## Karriär
Efter att ha spelat ungdomsishockey i hemstaden Ann Arbor, draftades Helber av Winnipeg Jets i den nionde rundan som 178:e spelare totalt. Kort därefter inledde han studier på University of Michigan där han de följande fyra åren spelade ishockey för Michigan Wolverines i NCAA. Det tredje året i ligan innebar också Helber poängmässig bästa i NCAA där han snittade en poäng på de 37 matcher han spelade. Över fyra säsonger spelade han totalt 135 matcher i NCAA och noterades för 81 poäng (34 mål, 47 assist). Efter avslutade studier erbjöds han ett tvåvägskontrakt i ECHL med Toledo Storm, vilket han tackade nej till. Helber övervägde att avsluta sin ishockeykarriär, men på inrådan av hans tidigare lagkamrat Rob Brown hörde Linköping HC av sig och ville att Helber skulle prova på spel i Sverige.
Han skrev ett kontrakt, med 1 000 dollar i månaden över åtta månader med Linköping HC, som då huserade i Division II. Klubben vann den södra gruppen och Helber vann i grundserien Linköpings poäng-, skytte- och assistliga. På 35 matcher stod han för 58 poäng (29 mål, 29 assist). Efter att ha segrat i play-off mot Nybro IF med 2–0 i matcher vann Linköping det efterföljande kvalet till Division I och Helber stod för tolv poäng på åtta matcher. Med sju mål vann han åter lagets interna skytteliga. Säsongen 1993/94 säkrade Linköping nytt kontrakt i den sista omgången av Division I södras fortsättningsserie. För andra säsongen i följd vann Helber lagets interna poäng- och skytteliga. På 31 matcher stod han för 37 poäng, varav 18 mål. Vid denna tidpunkt hade Helber för avsikt att återvända till Nordamerika för att studera, men återvände till Linköping inför säsongen 1994/95 då han inte blivit antagen till utbildningen han sökt.
Den följande säsongen slutade Linköping på fjärde plats i Division I södras fortsättningsserie och började därmed etablera sig i Division 1. Helber vann för tredje säsongen i rad lagets interna poängliga (35). Tillsammans med Stefan Jakobsson vann han också lagets interna skytteliga (17). Utöver detta var han dessutom den i laget som ådrog sig flest utvisningsminuter (69). Säsongen 1995/96 gjorde laget sin bästa säsong där man vann fortsättningsserien och sedan slogs ut i play off 2 av IF Troja-Ljungby med 2–0 i matcher. I play off-spelet var Helber lagets poängmässigt bästa spelare med fyra mål och två assistpoäng på fyra matcher. I grundserien var han för andra året i följd den i laget som ådrog sig flest utvisningsminuter (52).
Inför säsongen 1996/97 skrev Helber ett fyraårsavtal med Linköping HC och utsågs till ny lagkapten för klubben. Helber hade vid denna tidpunkt kommit in på en utbildning i hemlandet, men efter att klubbens ordförande Christer Mård sagt att klubben satsade mot Elitserien och att man ville ha kvar Helber så stannade han i Sverige. I grundserien, den 30 oktober säsongen 1996/97, noterades Helber för ett hat trick i en 6–1-seger mot Tingsryds AIF. Linköping vann den södra gruppen i Division I och tog sig därefter till play off via spel i Allsvenskan. Väl där besegrades både Nyköpings Hockey och Västerviks IK med 2–0 i matcher. För första gången i klubbens historia tog man sig till Kvalserien, där man dock slutade på sistaplats. I Division I:s grundserie slutade Helber på andraplats i den totala poängligan med 50 poäng på 32 matcher (29 mål, 21 assist), tre poäng bakom lagkamraten Matthias Nilimaa. I kvalspelet var han, tillsammans med Nilimaa, lagets främste målskytt med sex mål på 14 matcher. Säsongen 1997/98 gjorde Helber sin karriärs målmässigt främsta grundserie. Han gjorde i genomsnitt ett mål per match och slutade på andraplats i Division I:s skytteliga, bakom IF Björklövens Aleksandrs Beļavskis. I den totala poängligan slutade han på tredje plats med 55 poäng på 32 matcher (32 mål, 23 assist). För andra säsongen i följd vann Linköping den södra gruppen i Division I och tog sig också för andra säsongen i rad till Kvalserien, via spel i Allsvenskan. I Kvalserien var Helber Linköpings poängmässigt bästa spelare och vann också lagets interna skytteliga; på tio matcher noterades han för tolv poäng, varav sex mål. Han var utöver detta den i laget som ådrog sig flest utvisningsminuter (35). Linköping slutade på fjärde plats, två poäng ifrån ett Elitserieavancemang.
Helber inledde sin sjunde säsong i Linköping 1998/99. Den 18 november 1998 noterades han för ett hat trick i en 1–4-seger mot IK Oskarshamn. Han gjorde sin karriärs poängmässigt bästa grundserie då han stod för 56 poäng på 41 matcher. Med 30 mål vann han lagets interna skytteliga. Linköping vann åter Division I södra och via en andraplats i Allsvenskan 1999 tog man sig till Kvalserien för tredje säsongen i följd. I den näst sista omgången säkrade man för första gången i klubbens historia en plats i Elitserien, efter att ha besegrat Mora IK med 2–4. På tio kvalseriematcher noterades Helber för fyra mål och lika många assistpoäng.
Under en presskonferens den 19 april 1999 bekräftade Linköping att man skrivit ett nytt treårskontrakt med Helber. Han gjorde Elitseriedebut den 15 september 1999 i en 0–3-förlust mot Brynäs IF. I slutet av samma månad, den 30 september, i grundseriens femte omgång noterades Helber för sitt första mål i Elitserien, i en 8–3-förlust mot Leksands IF. Linköping slutade sist i grundserien där han på 46 matcher stod för 13 poäng, varav nio mål. Efter att ha slutat på fjärde plats i Kvalserien degraderades klubben till Allsvenskan.
Den 14 februari 2002 bekräftade Helber att han skulle komma att avsluta sin karriär vid säsongens slut.

## Statistik
| 1988–89           | Michigan Wolverines | NCAA              | 35  | 8  | 10 | 18 | 15 | —  | — | — | —  | —  |
| 1989–90           | Michigan Wolverines | NCAA              | 20  | 3  | 2  | 5  | 8  | —  | — | — | —  | —  |
| 1990–91           | Michigan Wolverines | NCAA              | 37  | 15 | 22 | 37 | 45 | —  | — | — | —  | —  |
| 1991–92           | Michigan Wolverines | NCAA              | 43  | 8  | 13 | 21 | 26 | —  | — | — | —  | —  |
| 1992–93           | Linköping HC        | Div. II           | 35  | 29 | 29 | 58 | 45 | 8  | 7 | 5 | 12 | —  |
| 1993–94           | Linköping HC        | Div. I            | 31  | 18 | 19 | 37 | 38 | —  | — | — | —  | —  |
| 1994–95           | Linköping HC        | Div. I            | 30  | 17 | 18 | 35 | 69 | —  | — | — | —  | —  |
| 1995–96           | Linköping HC        | Div. I            | 32  | 18 | 15 | 33 | 52 | 4  | 4 | 2 | 6  | 8  |
| 1996–97           | Linköping HC        | Div. I            | 32  | 29 | 21 | 50 | 30 | 14 | 6 | 3 | 9  | 16 |
| 1997–98           | Linköping HC        | Div. I            | 32  | 32 | 23 | 55 | 26 | 10 | 6 | 6 | 12 | 35 |
| 1998–99           | Linköping HC        | Div. I            | 41  | 30 | 26 | 56 | 53 | 10 | 4 | 4 | 8  | 6  |
| 1999–00           | Linköping HC        | Elitserien        | 46  | 9  | 4  | 13 | 36 | 10 | 3 | 5 | 8  | 10 |
| 2000–01           | Linköping HC        | Allsvenskan       | 41  | 17 | 10 | 27 | 14 | 10 | 4 | 4 | 8  | 16 |
| 2001–02           | Linköping HC        | Elitserien        | 46  | 5  | 12 | 17 | 36 | —  | — | — | —  | —  |
| Elitserien totalt | Elitserien totalt   | Elitserien totalt | 92  | 14 | 16 | 30 | 72 | 10 | 3 | 5 | 8  | 10 |
| NCAA totalt       | NCAA totalt         | NCAA totalt       | 135 | 34 | 47 | 81 | 94 | —  | — | — | —  | —  |